# Antoni Wojciechowski
Antoni Wojciechowski (* 6. Juni 1905; † 19. Januar 1938 in Warschau) war ein polnischer Schachmeister.
Wojciechowski, von Beruf Finanzbeamter, nahm erstmals 1926 an der Meisterschaft von Poznań teil, bei der er Platz 2 und 3 teilte. 1927 und 1928 gewann er die Meisterschaft, 1929 und 1932 wurde er Vizemeister. Er vertrat bei der polnischen Mannschaftsmeisterschaft 1929 die Auswahl der Stadt Posen und 1934 die Auswahl der Region Pommern. 1934 erzielte er am ersten Brett das beste Einzelergebnis. Nachdem er nach Inowrocław umgezogen war, gewann er die Meisterschaft von Pommern und qualifizierte sich für die Polnischen Einzelmeisterschaften 1935 (in Warschau) und 1937 (in Jurata). Er vertrat Polen bei der inoffiziellen Schacholympiade 1936 in München am 8. Brett und erreichte mit der Mannschaft den zweiten Platz. Seine letzten Lebensjahre verbrachte er in Warschau, wo er regen Anteil am dortigen Schachleben nahm. Er galt seit 1935 bis zu seinem Tod als einer der führenden Meisterspieler Polens.
Wojciechowski ist in die Schachgeschichte eingegangen durch eine außergewöhnliche Kombination, siehe Tylkowski – Wojciechowski, Poznań 1931. Er komponierte einige Schachaufgaben.